# Длиннопёрые морские лещи
Длиннопёрые морские лещи (лат. Taractichthys) — род лучепёрых рыб из семейства морских лещей. Обитают в тропических и субтропических водах Атлантического, Тихого и Индийского океанов. Пелагические рыбы открытого океана, встречаются на глубине от 0 до 700 м. Максимальная длина тела от 60 до 100 см.
Название рода происходит от греческого taraktes — путаница; из-за множества названий, которые были применены к этим рыбам и греческого ichthys — рыба.

## Классификация
В состав рода включают два вида:
- Taractichthys longipinnis
- Taractichthys steindachneri